# Sadie Sink
Sadie Elizabeth Sink (født 16. april 2002) er en amerikansk skuespiller. Hun spiller Maxine "Max" Mayfield i Netflix-serien Stranger Things og har også medvirket i Blue Bloods og The Americans.

## Privatliv
Sink blev født i Brenham, Texas. Hun har tre ældre brødre, og en yngre søster.

## Filmografi

### Film
| År   | Titel                   | Role             |
| ---- | ----------------------- | ---------------- |
| 2016 | Chuck                   | Kimberly         |
| 2017 | The Glass Castle        | Young Lori Walls |
| 2018 | Dominion                | Narrator         |
| 2019 | Eli                     | Haley            |
| 2021 | Fear Street Del 2: 1978 | Ziggy            |
| 2021 | Fear Street Del 3: 1666 | Constance        |

### Fjernsyn
| Year         | Title                     | Role                  |
| ------------ | ------------------------- | --------------------- |
| 2013         | The Americans             | Lana                  |
| 2014         | Blue Bloods               | Daisy Carpenter       |
| 2015         | American Odyssey          | Suzanne Ballard       |
| 2016         | Unbreakable Kimmy Schmidt | Tween Girl            |
| 2017–present | Stranger Things           | Maxine "Max" Mayfield |